# Pagan rock
O Pagan Rock (rock pagão) é um gênero musical do rock criado por adeptos das tradições neopagãs. Surgiu como um gênero distinto do rock gótico na década de 1980. Bandas desse gênero geralmente usam imagens pagãs e ocultas e lidam com temas pagãos. Em alguns casos, a definição é ampliada para incluir bandas de rock abraçadas pelos pagãos modernos.

## História
Uma das primeiras bandas de rock neopagão foi The Quest, criada por Todd Allen.  O rock pagão como um gênero mais distinto surgiu no Reino Unido na década de 1980, em particular do rock gótico e gêneros pós-punk relacionados. O rock gótico tornou-se popular entre os pagãos mais jovens como uma alternativa ao estilo cantor-compositor estabelecido pelos pagãos da geração baby boomer, que dominou as instituições neopagãs nas décadas de 1980 e 1990.  Uma das primeiras bandas a ser rotulada como rock pagão pela imprensa foi o Inkubus Sukkubus, fundado em 1989, que tem membros wiccanos  e cujas canções usam imagens e temas pagãos. Depois que Inkubus Sukkubus teve algum sucesso mainstream com seu álbum de estreia em 1993, muitas bandas de rock gótico e darkwave surgiram com membros neopagãos e temas líricos.  Em meados dos anos 2000, o rock pagão tornou-se totalmente integrado ao mainstream dos eventos e instituições neopagãs. 

## Características
O termo "rock pagão" diferencia o gênero da música new-age e da música folclórica tradicional encontrada em muitos eventos e reuniões neopagãs. Embora muitas bandas nesta categoria flexível incorporem estilos de rock and roll, também é possível encontrar bandas inspiradas no rock gótico, na música medieval, nos elementos mais sombrios da música tradicional e folclórica, na música celta, no neofolk e neoclássico, no darkwave, no ethereal, no ambiente, música industrial e experimental.
De muitas maneiras, o rótulo de "rock pagão" carrega consigo as mesmas complexidades e problemas do rock cristão. Como a música cristã contemporânea, é mais um termo genérico do que um gênero musical coeso. O selo de rock pagão pode incluir bandas como Inkubus Sukkubus e The Moon and the Nightspirit, que declaram explicitamente sua lealdade ao neopaganismo; bandas como Abney Park, que têm neopagãos na banda, mas não se rotulam como rock pagão, e bandas como Unto Ashes, que cantam canções envolvendo temas ocultos e neopagãos, mas evitam rotular publicamente seus sistemas de crenças pessoais.